# Policía de Investigaciones del Perú
La Policía de Investigaciones del Perú (PIP) era el cuerpo de detectives y de auxiliares de investigaciones (Policía Civil o Policía Secreta) que tenía como misión la investigación de los delitos, la seguridad de los funcionarios y el apoyo a las labores de justicia.
Creada oficialmente en 1922, era de carácter técnico y científico. Fue la principal institución policial del país que desarrollaba labores en materia de investigación criminal, dependía del Ministerio del Interior.

## Historia
El 1 de febrero de 1882, se crea la Sección Antropométrica en la Oficina Central de Policía de la Subprefectura e Intendencia de Policía de Lima tomando como base el Sistema del Dr. Alfonso Bertillon para la identificación de las personas.
El 1 de diciembre de 1905 se aprobó un nuevo Reglamento de Policía, dividiéndola en dos Secciones:
- De Seguridad, encargada de la conservación del Orden Público y
- De Vigilancia, encargada de prevenir la perpetración de delitos y, toda vez que estos hayan sido cometidos, coadyuvar en sus investigaciones y con los medios que se aporten para la acción de la justicia.

En 1909, dentro de la Sección de Vigilancia se creó la Comisaría de Investigaciones, con la específica función de investigar delitos.
Un documento existente en el archivo de la Dirección de la Guardia Civil y Policía, de fecha 25 de noviembre de 1914, señala la creación de su servicio de identificación, introduciendo la ficha dactiloscópica, poniendo al frente de esta sección al Doctor Maximiliano González Olaechea. Aquí está el antecedente más definido de la creación de la Policía de Investigaciones del Perú.
La introducción de la ficha dactiloscópica, al crearse el servicio de identificación de la Sección Antropométrica de la Intendencia de Policía de Lima, se hizo con la finalidad de sustituir la forma de filiación, que estaba sobre la base del sistema de Bertillon, la cual no se consideraba confiable.
Por decisión del Presidente Mariscal Óscar R. Benavides, el 15 de abril de 1915, se creó y organizó el Gabinete de Identificación y con la intervención del doctor Luís Vargas Prada, se introdujo el sistema de identificación dactiloscópica Vucetich. Meses más tarde, este gabinete contaba con 4,235 fichas identificatorias.
El 9 de octubre de 1915, se crea la Sección Prontuarios, que tenía a su cargo llevar una relación y estadística de los delincuentes reincidentes, esto conllevó a preparar y perfeccionar personal especializado en el campo del análisis de la investigación criminal.
El 2 de junio de 1919, en las postrimerías del segundo gobierno de José Pardo y Barreda, se crea la Sección de Vigilancia General, como organismo dependiente de la Dirección de Policía Encargada de reprimir la difusión de las doctrinas anarquistas y comunistas, propaganda de estos y ejercer el control sobre los extranjeros. Su personal tenía grados militares y era comandada por un jefe de la clase de capitán o asimilado, posteriormente cinco días más tarde la Sección de Vigilancia General fue reformada, quedando sólo como Sección de Investigaciones pasando la función de Vigilancia a la Dirección de Policía.
El Decreto Supremo del 7 de agosto de 1919, en su Art. 4, destina miembros de la entonces llamada Sección de Investigaciones a las siete Comisarías existentes en Lima.

### La Reforma Policial de Leguía
Durante la gestión gubernamental del Presidente Augusto B. Leguía se contrató una Misión Española, con "la finalidad de organizar un Cuerpo de la Guardia Civil similar a la Benemérita (Guardia Civil) española, sobre la base de las Gendarmerías de la República. También la de formar otro Cuerpo llamado de Seguridad o de Orden Público sobre la base de la antigua Guardia Civil Urbana y Rural así como de fundar otro Cuerpo mas, denominado de Investigación y Vigilancia, con los elementos aprovechables de la Sección de Investigaciones de la Intendencia de Policía y los sargentos primeros, licenciados del Ejército, o de los mismos que prestaban servicio como oficiales asimilados en las Gendarmerías existentes.".
Como consecuencia de la labor llevada a cabo por la Misión Española, el gobierno dictó el 3 de julio de 1922 un Decreto Supremo disponiendo en su parte resolutiva la creación de la “Escuela de Policía de la República”.
La Escuela de Policía se inauguró el 1 de noviembre de 1922 y constaba inicialmente de tres secciones:
- La 1.ª., Superior de Oficiales, para los tres Cuerpos.
- La 2.ª., de Tropa y Aspirantes a Clase de los tres Cuerpos.
- La 3.ª. Especial, de Aspirantes a la Sección de Investigación y Vigilancia y su anexo de dactiloscopia.

### Creación de la Brigada de Investigación y Vigilancia
Por la reforma policial llevada a cabo por la Misión Española la Gendarmería Nacional del Perú se convirtió en Guardia Civil (Policía Rural), la antigua Guardia Civil se convirtió en el Cuerpo de Seguridad (Policía Urbana) y se creó la Brigada de Investigación y Vigilancia.
La Brigada de Investigación y Vigilancia quedó constituida el 12 de octubre de 1922; tenía una sección de resguardo presidencial, a cargo de un Brigadier, a fin de proporcionar seguridad y protección permanente al Señor Presidente de la República, una de investigaciones y otra de extranjería, aparte de secciones destacadas en el Cuerpo de Seguridad y en la Dirección General de la Guardia Civil y Policía y de la dactiloscopia.
Las labores organizativas prosiguieron en 1924. Ejerció entonces el cargo de Inspector General de las Fuerzas de la Guardia Civil, Seguridad y de la Brigada de Investigaciones el general Bernardo Sánchez Visaires, jefe de la misión española. Otro miembro de ella, Ramón Pineda Estela, actuó como Inspector Superior Técnico del Cuerpo de Investigación y Vigilancia.
La Brigada de Investigación y Vigilancia adoptó oficialmente, por la Resolución Ministerial del 12 de marzo de 1924, el Sistema Dactiloscópico Olóriz Aguilera.
En 1927 muere en el Cusco, en acto del servicio, el Vigilante BIV Daniel Zevallos Parra.

### Creación del Cuerpo de Investigación y Vigilancia
El Decreto Supremo del 26 de agosto de 1929 modifica la organización de la Brigada de Investigación y Vigilancia elevándola a Cuerpo de Investigación y Vigilancia (C.I.V.), estableciendo su organización y reconociendo que su ejercicio es carrera pública y sólo se pertenece a él previo ingreso a la Escuela de Detectives de la Escuela de la Guardia Civil y Policía por un período de instrucción de 3 años. Dicta normas de estabilidad, de inscripción en el escalafón, destinos y establece los grados de: Inspector General, Subinspector, Comisario, Oficial 1º, Oficial 2º y Vigilante.
Por el Decreto Supremo del 21 de noviembre de 1929 se señalan las funciones que corresponden a la Guardia Civil y al Cuerpo de Investigación y Vigilancia.
En 1933 se inaugura, en el local de la Prefectura de Lima, el Laboratorio de Técnica Policial jefaturado por el Inspector General del Cuerpo de Investigación y Vigilancia, Dr. Carlos Ramírez Núñez, siendo ministro de Gobierno y Policía el General EP Manuel Antonio Rodríguez Ramírez y presidente de la República el General EP Oscar R. Benavides. El 9 de diciembre de ese mismo año el Vigilante CIV César A. Bazalar Montes es asesinado en el Callao por el delincuente Eduardo Arnao Pérez, así mismo el 14 de agosto del mismo año el Oficial 2º del Cuerpo de Investigación y Vigilancia Carlos Córdova García, quien se encontraba prestando servicios en la Secretaría de la Jefatura General de Investigaciones, es asesinado, en el distrito de Miraflores, por una banda de delincuentes traficantes de drogas que operaba en Lima, habiendo sido su cadáver arrojado a un barranco en la Quebrada de Armendáriz. El O2º CIV Córdova era natural de la ciudad de Chiclayo, ingresó a la Sección de Investigación y Vigilancia y su anexo de dactiloscopia de la Escuela de la Guardia Civil y Policía perteneciendo a la segunda promoción de Detectives del Cuerpo de Investigación y Vigilancia, egresando con el grado de Vigilante el 1 de julio de 1924. Había prestado servicios en las Secciones de Investigación de la cuarta, quinta, sexta y séptima comisarías de Lima. Actualmente, sus restos descansan en el Cementerio General “Prebistero Matías Maestro”, cuartel Santo Tomás - B N° 80, 3.ª puerta. El O2º CIV Córdova es uno de los primeros mártires del C.I.V. del Perú.
En 1934, en Huancavelica, es asesinado, por miembros del APRA, el Oficial 2º CIV Pedro Manyari Flores.
La Ley Nro. 8154 del 18 de diciembre de 1935 declara que los miembros del C.I.V. tendrán la misma escala de haberes, goces, derechos y prerrogativas que los Jefes y Oficiales de la Guardia Civil, conforme a la Ley Nro. 6183, y confirma los 6 grados que señaló el Decreto Supremo del 26 de agosto de 1929 determinando además que un reglamento normará los ascensos.
En 1936 se edita el primer Boletín de Identificación y Policía Técnica.
En 1937 se pone en funcionamiento el Laboratorio de Criminalística que permitió que el C.I.V. tenga mayor eficiencia, interés y confianza.
Por Decreto Supremo del 24 de mayo de 1938 se crea, en la Escuela de la Guardia Civil y Policía, la Sección Masculina de Aspirantes a Auxiliares de Investigación estableciéndose el número de vacantes (100 por semestre), cursos, entre otros.
El 1 de abril de 1940 se dicta el Reglamento de Situación del C.I.V. para la mejor aplicación de las Leyes 8154 y 6183.
En 1945 se establece que los ascensos de Vigilante ((grado equivalente a Subcomisario PIP (1970-1979) y luego a Alférez PIP (1980-1988)) a Oficial 2º (grado equivalente a Comisario 2º PIP y luego a Teniente PIP), se efectuaran por promociones al cumplirse tres años de servicios sin más requisito que ser declarado “apto”.
El 16 de enero de 1946, se aprueba un discutido Reglamento Provisional del C.I.V. que traería como consecuencia enfrentamientos en lo relativo a competencia y autoridad.
Ese mismo año (1946) se crea la Dirección del Cuerpo de Investigación y Vigilancia dentro de la Dirección General de la Guardia Civil y Policía

### El Cuerpo de Investigación y Vigilancia (CIV) se transforma en Policía Científica
Siendo Presidente de la República el Doctor Don José Luis Bustamante y Rivero el 15 de septiembre de 1948, el ministro de Gobierno y Policía Doctor Julio César Villegas Cerro expide una Resolución, mediante la cual se otorgan autonomía e independencia funcional al Cuerpo de Investigación y Vigilancia (C.I.V.) y se crea la Dirección de Investigación, Vigilancia e Identificación como órgano superior de comando, dependiente del Ministerio de Gobierno y Policía, encargado de la atención administrativa, la dirección técnica y la organización y supervisión de todos los servicios de la Policía de Investigaciones, sin embargo, mediante el Decreto Supremo del 27 de septiembre de 1948, se dispone que la Dirección de Investigación, Vigilancia e identificación, continuará dependiendo de la Dirección General de la Guardia Civil y Policía.
En octubre de 1948, siendo Presidente de la República el General de División EP Don Manuel Arturo Odría Amoretti, se eleva a la Dirección de Investigación, Vigilancia e Identificación a la categoría de Dirección General, alcanzando autonomía e igual rango jerárquico que la Guardia Civil, pasando a depender de la Dirección General de Investigación, Vigilancia e Identificación el Laboratorio de Criminalística, que se instaló en la Prefectura de Lima, y los Departamentos de Migraciones, Control de Armas, Licencias Especiales y otros.
Por Decreto Supremo del 6 de julio de 1950, se creó el Departamento de Policía de Investigación Fiscal, dependiente del Ministerio de Hacienda y Comercio, con la función específica de investigar los casos de defraudación tributaria, prevenir y perseguir, en toda la República, el contrabando en sus diferentes modalidades y efectuar las investigaciones policiales relacionadas con los malos manejos de los recursos fiscales por parte de los empleados públicos y realizar cualquier otra investigación o gestión en materia de rentas o impuestos ordenada por el Ministerio de Hacienda y Comercio (hoy Ministerio de Economía y Finanzas). El Departamento de Policía de Investigación Fiscal funcionó inicialmente en el local del Ministerio de Hacienda y Comercio que en esa época estaba en la Avenida Abancay.
Durante el segundo gobierno del Dr. Manuel Prado Ugarteche, mediante el Decreto Supremo del 21 de agosto de 1956, el Departamento de Policía de Investigación Fiscal fue elevado a la categoría de División.
Por Resolución Ministerial del 9 de noviembre de 1955, se crea la Sección Preparatoria de la Policía Femenina del C.I.V.I., facultándose el ingreso de personal de investigaciones de sexo femenino y por Resolución Suprema del 9 de abril de 1956, se crea la Sección Femenina de Auxiliares de Investigaciones del Cuerpo de Investigación, Vigilancia e identificación (C.I.V.I.). De esta manera, el 2 de mayo de 1956, cuarenta damas se incorporan al C.I.V.I., causando alta a partir del 1 de mayo de 1956, como Alumnas de la Sección Femenina de la Escuela de Auxiliares de Investigaciones de la Escuela de Detectives de la Escuela Nacional de Policía. El lunes 28 de mayo de 1956, en el Salón de Actuaciones de la Escuela Nacional de Policía, se lleva a cabo la ceremonia de ingreso de aquellas cuarenta damas a la Sección Femenina de la Escuela de Auxiliares de Investigaciones de la Escuela de Detectives de la Escuela Nacional de Policía. La captación de personal femenino, por parte del C.I.V.I., fue con la finalidad de que cumpla funciones de interrogatorio de mujeres, protección del menor, inteligencia e investigación de delitos contra el honor, abortos, contrabando, entre otros.
En 1956, el Alumno de la Escuela de Detectives del Cuerpo de Investigación y Vigilancia, Teófilo Aliaga Salazar, solicitó una audiencia privada con el ministro de Gobierno y Policía de entonces, doctor Jorge Fernández Stoll, desafiando una de las disposiciones reglamentarias de la Escuela Nacional de Policía, considerada injusta y abusiva por los Alumnos de la Escuela de Detectives del CIVI, y que reservaba dicha prerrogativa solo para los Cadetes Brigadieres de la Escuela de Oficiales del Cuerpo de la Guardia Civil del Perú.
El Alumno Aliaga Salazar, expuso al Ministro Fernández Stoll, tanto verbalmente como por escrito, las razones de la creación de una Escuela autónoma de Policías Detectives con su correspondiente Escuela de Cadetes.
Como resultado de esta iniciativa, y de otros actos que el Alumno Aliaga Salazar más tarde protagonizaría,el doctor Jorge Fernández Stoll dispuso que los Cadetes y Alumnos de las Escuelas de Oficiales de la Guardia Civil del Perú y de Detectives del CIVI fueran comandados por sus respectivos Brigadieres Generales. Unos meses después, por el Decreto Supremo de 29 de enero de 1957, el ministro dispuso la creación de la Escuela Nacional de Detectives del Perú (denominada Escuela Nacional de Investigación Policial por el Decreto Supremo del 19 de marzo de 1957) satisfaciendo de esta manera la necesidad de contar con un centro propio para la formación de los efectivos del CIVI.
El 4 de mayo de 1957 egresa la Promoción de Vigilantes CIVI "Jorge Fernández Stoll" que sería la última egresada de la Escuela de Detectives de la antigua Escuela Nacional de Policía.
El 21 de mayo de 1957 las Escuelas de: Oficiales de Investigaciones y de Auxiliares de Investigaciones forman la Escuela Nacional de Investigación Policial (ENIP) funcionando dicha escuela en un local cedido provisionalmente por el Ministerio de Educación y ubicado en la Avenida México del distrito de la Victoria, local que la ENIP cedería al Instituto Pedagógico Nacional luego de trasladarse en febrero de 1962 a su nuevo local ubicado en la Avenida Aramburú N.º 550 en el distrito de Surquillo y que fuera inaugurado oficialmente el 5 de abril de 1962.

### El CIVI cambia su nombre por el de Policía de Investigaciones del Perú (PIP)
El 3 de junio de 1960, después de aprobarse el Reglamento General del C.I.V.I. se le cambia el nombre por el de "Policía de Investigaciones del Perú" (P.I.P.).
El 22 de noviembre de 1960, se expide el Decreto Supremo N° 2541, donde se dispone que la Policía de Investigaciones forme parte de las fuerzas del Ministerio de Gobierno y Policía.
Al finalizar el segundo gobierno del Dr. Manuel Prado Ugarteche, mediante el Decreto Supremo del 6 de julio de 1962, la División de Policía de Investigación Fiscal fue elevada a la categoría de Dirección de Policía Fiscal independizándosele del Ministerio de Hacienda y Comercio.
Por Decreto Ley N° 14518, del 14 de junio de 1963, la Junta Militar de Gobierno aprueba la afiliación del Perú a la Organización Internacional de Policía Criminal, designando como miembro a la Policía de Investigaciones del Perú y por Decreto Supremo N° 94 de julio de 1963, la Dirección General de la Policía de Investigaciones dispone que se incluya dentro de su cuadro orgánico a la Oficina Central Nacional de INTERPOL-Lima como órgano representante ante la Organización Internacional de Policía Criminal.
El Decreto Ley N.º 18071, eleva a la División de laboratorio Central a la categoría de Dirección de Criminalística.
Por el Decreto Supremo N° 111 del 16 de marzo de 1965 la Escuela Nacional de Investigación Policial (ENIP) cambia su denominación por la de Centro de Instrucción de la Policía de Investigaciones del Perú (CINPIP).
En la noche del 11 de agosto de 1966 muere el Oficial 2º PIP Alcides Vigo Hurtado, al tratar de capturar -acompañado del Auxiliar de 2.ª. PIP Jorge Rodríguez Gutiérrez que resultó herido en la acción- a un peligroso y prontuariado delincuente que se hallaba escondido en la zona de Cárcamo - Cercado de Lima, siendo ascendido póstumamente a Oficial 1º PIP y convirtiéndose en el Mártir-Símbolo de la Policía de Investigaciones del Perú. El Oficial 2º PIP Alcides Vigo Hurtado había ingresado a la Escuela de Oficiales de Investigaciones de la Escuela Nacional de Investigación Policial (ENIP) del Cuerpo de Investigación y Vigilancia en abril de 1959, egresando, con el grado de Vigilante, en 1963 e integrando la Promoción "Vigilante César A. Bazalar Montes", habiendo recibido su despacho y Placa-Insignia de manos del entonces Presidente de la República General EP Ricardo Pérez Godoy.
El 1 de octubre de 1968, durante el gobierno del Presidente Fernando Belaúnde Terry, se crea la Banda de Música de la Policía de Investigaciones del Perú, contando esta con 25 músicos.
Por el Decreto Ley. N.º 17519 el Gobierno del General de División EP, Juan Velasco Alvarado promulgó la Ley Orgánica del Ministerio del Interior, ley que establece que la Policía de Investigaciones del Perú tiene como misión: investigar y denunciar los delitos e identificar a las personas naturales.
El 3 de mayo y el 23 de junio de 1973, los Comisarios Segundos PIP, Pedro Alfonso Gálvez Galindo y Augusto López Rodríguez, son asesinados mientras cumplían su deber, pasando sus nombres al martirologio de la Policía de Investigaciones del Perú.
En mayo de 1981 se crea el Grupo Especial Operativo en la División de Seguridad del Estado, que se convertiría en la División de Policía Antisubversiva (DIPAS) la cual sería la base para la creación de la Dirección Contra el Terrorismo.
En la tarde del 12 de febrero de 1982 muere en el Distrito de Miraflores, en Lima, el Capitán PIP Félix Román Tello Rojas, perteneciente a la IV División de Robos del Rímac, durante un enfrentamiento con una banda de delincuentes peligrosos y de amplio prontuario policial, siendo ascendido póstumamente, por haber fallecido en Acto de Servicio, al grado de Mayor PIP por la Resolución Suprema No 0053-82/IN, ordenándose que su nombre sea inscrito en el Martirologio del Cenotafio del Centro de Instrucción de la Policía de Investigaciones del Perú. El Capitán PIP Félix Román Tello Rojas, había ingresado a la Escuela de Detectives de la ENIP de la Policía de Investigaciones del Perú el 4 de mayo de 1966, egresando, con el grado de Subcomisario PIP el 1 de enero de 1970, habiendo recibido su despacho y Placa-Insignia de manos del entonces Presidente de la República General de División EP Juan Velasco Alvarado. Tello asciende a Comisario 2º PIP el 1 de enero de 1973 y el 1 de enero de 1980 asciende al grado de Capitán PIP.
El 29 de septiembre de 1984, es asesinado el Comandante PIP Víctor Pareja Quintanilla, quien fuera ascendido póstumamente al grado inmediato superior de Coronel PIP.
El 11 de marzo de 1985, es asesinada a mansalva en el Jirón Ricardo Bentín N° 606-Rímac, por un Comando de Aniquilamiento del grupo terrorista Sendero Luminoso, la Sargento 2º PF-PIP Sofía Custodio Mita, que se convierte en la primera mártir de la Policía Femenina de la Policía de Investigaciones del Perú. Sofía Custodio Mita, ingresó en 1977 a la Sección Femenina de la Escuela de Auxiliares de Investigación del Centro de Instrucción de la Policía de Investigaciones del Perú, egresando en 1978 como Vigilante de 4.ª, habiendo trabajado, durante sus casi nueve años de servicios en la PIP, en diversas Dependencias como el CINPIP, donde fue Instructora en la Sección Femenina de la Escuela de Auxiliares de Investigación, las Divisiones de Delitos Contra la Vida y de Identificación Policial y la Dirección de Economía, siendo esta última Dependencia de la PIP donde laboró antes de ser asesinada.

### Unificación de las Fuerzas Policiales
El presidente Alan García Pérez, en su primer gobierno, inició el 14 de septiembre de 1985, al amparo de la ley 24294 aprobada por el Congreso de la República, un proceso de reorganización de las Fuerzas Policiales.
El 4 de febrero de 1986, continuando con el proyecto emprendido, se expidieron los Decretos Legislativos Nros. 370, 371, 372 y 373 referentes a la Ley Orgánica del Ministerio del Interior, la Ley de Bases de las Fuerzas Policiales, Leyes Orgánicas de la Guardia Civil, Policía de Investigaciones y de la Guardia Republicana.
El Decreto Legislativo N.º 371 "Ley de Bases de las Fuerzas Policiales" sentó los pilares para la creación definitiva de la Policía Nacional del Perú.
La citada ley establece un comando único (esto es la Dirección General de las Fuerzas Policiales) y la formación también de un solo centro de estudios para la preparación de los oficiales policías (denominado Escuela de Oficiales de las Fuerzas Policiales con sede en el antiguo Centro de Instrucción de la Guardia Civil “Mariano Santos” en La Campiña - Chorrillos) y de una escuela nacional para los guardias y agentes (denominada Escuela Nacional de Policía con sede en el antiguo Centro de Instrucción de la Guardia Republicana en Puente Piedra).
El 7 de diciembre de 1988 fue publicada la Ley 24949 del 6 de noviembre de 1988 que modificando los artículos pertinentes de la Constitución Política del Perú de 1979 crea definitivamente la Policía Nacional del Perú, dicha ley fue dada y promulgada el 25 de noviembre de 1988.
Los objetivos que se buscaron fueron, entre otros, integrar las tres Fuerzas Policiales, hacer un mejor uso de los recursos económicos, desaparecer los conflictos que existían entre ellas originados por “dualidad de funciones” y, sobre todo, ofrecer un mejor servicio a la sociedad.
Con motivo de la unificación de las Fuerzas Policiales la Policía de Investigaciones del Perú pasó a denominarse “Policía Técnica” hasta 1992.Posteriormente en el año 1993 se cambia el nombre de Policía Técnica y se reemplaza por códigos siendo así que la Guardia Civil se denominó posteriormente Policía general y luego pasó a ser el código 1 la Policía de Investigaciones o PIP se convirtió en la Policía Técnica y luego fue el código 2 y la Guardia Republicana se le denominó Policía de Seguridad siendo el código 3 esto duro fines de 1993

## Escalas y Empleos
El orden jerárquico de la Policía de Investigaciones del Perú se estructuraba, desde 1970 hasta 1979,de acuerdo con el escalafón siguiente:
1. Personal Superior (Detectives, llamados también Oficiales de Investigaciones):
- Inspector General.
- Inspector Mayor.
- Inspector Superior.
- Inspector.
- Comisario Superior.
- Comisario 1º.
- Comisario 2º.
- Subcomisario.

2. Personal Subalterno (Auxiliares):
- Brigadier Técnico.
- Brigadier de 1.ª.
- Brigadier de 2.ª.
- Brigadier de 3.ª.
- Vigilante de 1.ª.
- Vigilante de 2.ª.
- Vigilante de 3.ª.
- Vigilante de 4.ª.[Nota 8]

## Himno de la Policía de Investigaciones del Perú
Nombre original: Himno del Detective peruano.
Aprobado mediante la Resolución Directoral N.º 1346-AD-56.
Música: Profesor Melitón Carrasco Limas.
Letra: Inspector Superior PIP Héctor de Vivanco Benavente.
Año: 1956.
Detectives peruanos cantemos
con delirio y al pie del altar,
de esta Patria, que tanto queremos,
nuestras glorias y hazañas sin par.
Recorramos la senda trazada
que en la Escuela, el deber señaló
y a los héroes, que en dura jornada,
el destino su muerte selló.
A la Patria jurando ofrecimos
en la brega jamás olvidar,
nuestro lema de honor que tenemos
y por ella la vida inmolar.